# Marquese Chriss
Marquese De'Shawn Chriss Jr (ur. 2 lipca 1997 w Sacramento) – amerykański koszykarz, występujący na pozycji silnego skrzydłowego.
31 sierpnia 2018 trafił w wyniku wymiany do Houston Rockets.
7 lutego 2019 w wyniku transferu dołączył do Cleveland Cavaliers. 30 września zawarł umowę z Golden State Warriors. 7 stycznia 2020 opuścił klub. Następnie 15 stycznia podpisał kolejny kontrakt z Warriors na występy zarówno w NBA, jak i zespole G-League – Santa Cruz Warriors.
25 marca 2021 został wytransferowany do San Antonio Spurs. Trzy dni później został zwolniony. 23 września 2021 dołączył do Portland Trail Blazers. 17 października 2021 został zwolniony. 21 grudnia 2021 zawarł 10-dniową umowę z Dallas Mavericks. 10 stycznia 2022 podpisał kolejny, identyczny kontrakt z klubem. Pięć dni później zawarł z klubem umowę do końca sezonu.

## Osiągnięcia
Stan na 9 października 2023, na podstawie, o ile nie zaznaczono inaczej.
NCAA
- Zaliczony do składu honorable mention Pac-12 (2016)

NBA
- Uczestnik Rising Stars Challenge (2017)[15]
- Zaliczony do II składu debiutantów NBA (2017)[16]